# Енн Кейс
Енн Кейс (Anne Catherine Case, Lady Deaton; (27 липня 1958 ) — американська економістка. Доктор філософії (1988), емерит-професор Принстонського університету, член Американського філософського товариства (2017), Національних Академії наук (2020) та Медичної академії (2017) США.

## Життєпис
Закінчила з відзнакою в 1980 році Університет штату Нью-Йорк в Олбані (бакалавр). У Принстонському університеті в 1983 році отримала освітній ступінь магістра Master of Public Affairs — з відзнакою, у його Школі громадських та міжнародних відносин імені Вудро Вільсона та доктора філософії з економіки — у 1988 році на кафедрі економіки. У 1988—1991 роках обіймала посаду помічника-професора (доцента) Гарвардського університету. У 1990 році повернулася до Принстонського університету на посаду асистента-професора. У 1997 році була призначена професором економіки та зв'язків з громадськістю. З 2007 року обіймає посаду Почесного професора економіки та зв'язків з громадськістю (Alexander Stewart 1886 Professor of Economics and Public Affairs) та емерит.

## Наукова діяльність
Сфери досліджень Енн Кейс включають економіку праці, економіку охорони здоров'я та дослідження розвитку. Її дослідження привели до відкриття, що рівень смертності середнього віку зріс для білих нелатиноамериканців у США з дипломом середньої школи або менше, тоді як рівень смертності середнього віку в інших багатих країнах знизився. Вона пояснює зростання рівня смертності вживанням наркотиків та алкоголю з поширенням самогубств, також відомими як «смерть від відчаю».
Була редактором Journal of Development Economics. Співпрацювала з Крістіною Пакссон .
Член Американської академії мистецтв та наук (2017). Фелло Економетричного товариства (2009).

## Особисте життя
Одружена з Ангусом Дітоном, Нобелівським лауреатом з економіки 2015 року.

## Нагороди та відзнаки[11]
- нагорода Кеннета Дж. Ерроу з економіки охорони здоров'я (2003)
- Distinguished Alumni Award Університету в Олбані (2009)
- член Економетричного товариства (з 2009)
- President's Award for Distinguished Teaching Принстонського університету (2011)
- член Американської академії мистецтв і наук, Американського філософського товариства, Національної академії наук США (з 2012)
- Cozzarelli Prize (2015)
- премія Національної академії наук Коццареллі за дослідження стану захворюваності та смертності у США (2016)[12]
- Franklin Founders' Award (2017)[8]
- Почесний доктор Frederick S. Pardee RAND Graduate School[en] (2018)
- У 2019 році разом із чоловіком названа серед World's Top 50 Thinkers за версією Prospect Magazine[13] Case was elected as a member of the National Academy of Sciences in 2020.[14].